# Canal de la Haute-Seine
Der Canal de la Haute-Seine (deutsch: Kanal der oberen Seine) ist ein ehemaliger französischer Schifffahrtskanal, der durch die Region Grand Est verläuft. Er wurde niemals zur Gänze fertiggestellt und im Jahre 1974 wurde der Schiffsverkehr komplett eingestellt.

## Planung
Auf Befehl von Napoleon I. sollte die Befahrbarkeit der kanalisierten Seine in ihrem Oberlauf durch einen künstlichen Schifffahrtskanal ausgeweitet werden, der – stromaufwärts betrachtet – von Marcilly-sur-Seine über Troyes bis nach Bar-sur-Seine führt. Auch ein Anschluss an den Marne-Seitenkanal bei Vitry-le-François und den Burgundkanal bei Saint-Florentin war angedacht.

## Bauausführung
Die Bauarbeiten begannen im Jahr 1806 und konzentrierten sich zunächst auf den unteren Abschnitt, der von der Stadt Troyes bis zur Einmündung in die Aube bei Marcilly-sur-Seine führen sollte. In diesem Bereich wurde auf einer Länge von 44 Kilometern parallel zur Seine das Kanalbett gegraben und die entsprechende technische Infrastruktur wie Schleusen, Wasserversorgung, Brücken etc. geschaffen. Die Arbeiten dauerten bis zum Jahr 1851. Dann konnte dieser Abschnitt in Betrieb genommen werden. Kurz danach wurde bereits mit Umbauarbeiten begonnen, da die Schleusenabmessungen für die damals modernen Schiffe nicht ausreichend waren.
Gleichzeitig wurden auch bereits die Vorarbeiten für den oberen Abschnitt zwischen Bar-sur-Seine und Troyes begonnen. Da die Konkurrenz der zwischenzeitlich errichteten Bahnstrecke von Nogent-sur-Seine nach Bar-sur-Seine die Wirtschaftlichkeit der Schiffsverkehrs infrage stellte, standen die zugesagten Finanzmittel für die Bauarbeiten nicht mehr zur Verfügung und der Weiterbau wurde schließlich 1881 eingestellt. Der nie in Betrieb gegangene obere Abschnitt des Kanals wurde daher sarkastisch auch als „Canal sans Eau“ (Kanal ohne Wasser) bezeichnet.

## Geplanter Verlauf und technische Infrastruktur
Der Kanal war als Seitenkanal geplant und sollte bei Bar-sur-Seine beginnen, wo später noch eine Verlängerung bis Polisot angedacht war. Er sollte generell in nordwestlicher Richtung verlaufen, die Stadt Troyes durchqueren und nach rund 76 Kilometern im Gemeindegebiet von Marcilly-sur-Seine in die Aube münden, die selbst etwa 400 m weiter die Seine erreicht. Ab der Einmündung in die Aube war die weitere Befahrung der Seine bereits damals für Lastschiffe möglich.
Der Höhenunterschied hätte etwa 54 Meter betragen und wäre laut Plan von 32 Schleusen überwunden worden. Der Kanal war für leicht vergrößerte Becquey-Norm vorgesehen (Schleusenabmessungen: 34 m Länge, 5,20 m Breite, maximaler Tiefgang 1,70 m, Mindesthöhe 3,57 m) und wurde gleich nach der Fertigstellung des unteren Abschnittes für Freycinet-Abmessungen (Schleusenabmessungen: 39 m Länge und 5,20 m Breite, maximaler Tiefgang 2 m, Mindesthöhe 3,70 m) umgebaut.
Der Kanal sollte an folgenden Orten mit dem Wasser der Seine dotiert werden: Bar-sur-Seine, Troyes, Barbery, Saint-Mesmin, Méry-sur-Seine, Saint-Oulph. Über den Canal du Docteur sollte im untersten Abschnitt auch Wasser der Aube zugeführt werden. Auch einige Nebenflüsse der Seine waren in die Wasserversorgung eingebunden, wie z. B. die Melda.

### Koordinaten
- Ausgangspunkt des Kanals: 48° 6′ 53″ N, 4° 22′ 35″ OKoordinaten: 48° 6′ 53″ N, 4° 22′ 35″ O
- Endpunkt des Kanals: 48° 33′ 38″ N, 3° 43′ 5″ O

### Durchquerte Départements
- Aube
- Marne

### Orte am Kanal im oberen Abschnitt
(Reihenfolge in Verlauf-Richtung)
- Bar-sur-Seine
- Virey-sous-Bar
- Fouchères
- Saint-Parres-lès-Vaudes
- Vaudes
- Saint-Thibault
- Buchères
- Bréviandes
- Troyes

### Orte am Kanal im unteren Abschnitt
(Reihenfolge in Verlauf-Richtung)
- Troyes
- Barberey-Saint-Sulpice
- Saint-Lyé
- Payns
- Savières
- Saint-Mesmin
- Vallant-Saint-Georges
- Droupt-Sainte-Marie
- Méry-sur-Seine
- Saint-Oulph
- Clesles
- Saint-Just-Sauvage
- Marcilly-sur-Seine

## Tatsächlich errichteter Abschnitt
Der tatsächlich errichtete und am 1. November 1851 in Betrieb genommenen Abschnitt des Kanals umfasste eine Länge von rund 44 Kilometern und reichte vom Stadtzentrum von Troyes (etwa 48° 17′ 44″ N, 4° 4′ 52″ O) bis zur Mündung in die Aube bei Marcilly-sur-Seine. Die auf dieser Strecke zu überwindende Höhendifferenz von etwa 38 Metern wurde mit Hilfe von 15 Schleusen überwunden.
| Nummer  | Name / Ort                 | Hubhöhe    | Abmessung   | Lagekoordinaten                 | aktueller Status    |
| ------- | -------------------------- | ---------- | ----------- | ------------------------------- | ------------------- |
| 01      | Troyes                     | 2,40 m     | 5,20 × 34 m | 48° 18′ 5″ N, 4° 4′ 30,2″ O     | nicht mehr erhalten |
| 02      | oberhalb Barberey          | 2,85 m     | 5,20 × 34 m | 48° 20′ 9,3″ N, 4° 2′ 43,9″ O   |                     |
| 03      | unterhalb Barberey         | 2,40 m     | 5,20 × 34 m | 48° 20′ 32,2″ N, 4° 2′ 24,4″ O  | nicht mehr erhalten |
| 04      | Vannes / Saint-Lyé         | 2,20 m     | 5,20 × 34 m | 48° 21′ 29,2″ N, 4° 1′ 31,8″ O  |                     |
| 05      | Riancey / Saint-Lyé        | 2,20 m     | 5,20 × 34 m | 48° 22′ 17,9″ N, 4° 0′ 15,7″ O  |                     |
| 06      | Villacerf / Payns          | 2,20 m     | 5,20 × 34 m | 48° 23′ 29″ N, 3° 58′ 57,5″ O   |                     |
| 07      | Melda / Chauchigny         | 2,79 m     | 5,20 × 34 m | 48° 25′ 24,7″ N, 3° 57′ 10,9″ O |                     |
| 08      | Saint-Mesmin               | 2,40 m     | 5,20 × 34 m | 48° 26′ 43,8″ N, 3° 56′ 37,5″ O |                     |
| 09      | Vallant                    | 2,43 m     | 5,20 × 34 m | 48° 27′ 54,5″ N, 3° 55′ 10,2″ O |                     |
| 10      | Méry                       | 2,40 m     | 5,20 × 34 m | 48° 30′ 36,8″ N, 3° 53′ 16,7″ O |                     |
| 11      | Saint-Oulph                | 2,40 m     | 5,20 × 39 m | 48° 30′ 47″ N, 3° 52′ 34,2″ O   |                     |
| 12 + 13 | Doppelschleuse Saint-Just  | 2 × 2,40 m | 5,20 × 39 m | 48° 33′ 26,8″ N, 3° 47′ 48,5″ O |                     |
| 14      | Einfachschleuse Saint-Just | 2,50 m     | 5,20 × 39 m | 48° 33′ 39,1″ N, 3° 47′ 27,5″ O |                     |
| 15      | Marcilly                   | 4,05 m     | 5,20 × 39 m | 48° 33′ 39,1″ N, 3° 43′ 8,7″ O  |                     |

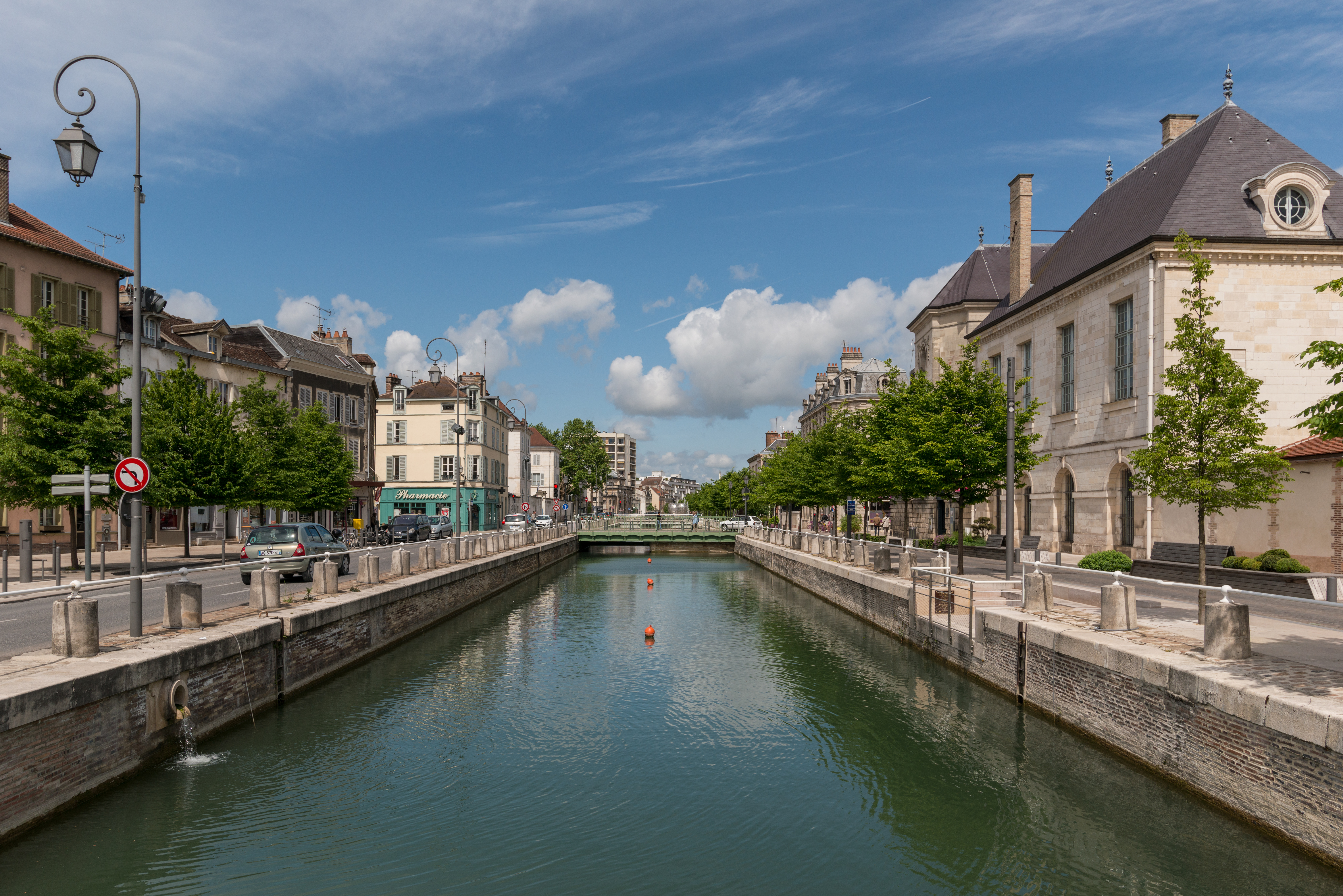
Heutige Reste des Kanals im Stadtzentrum von Troyes
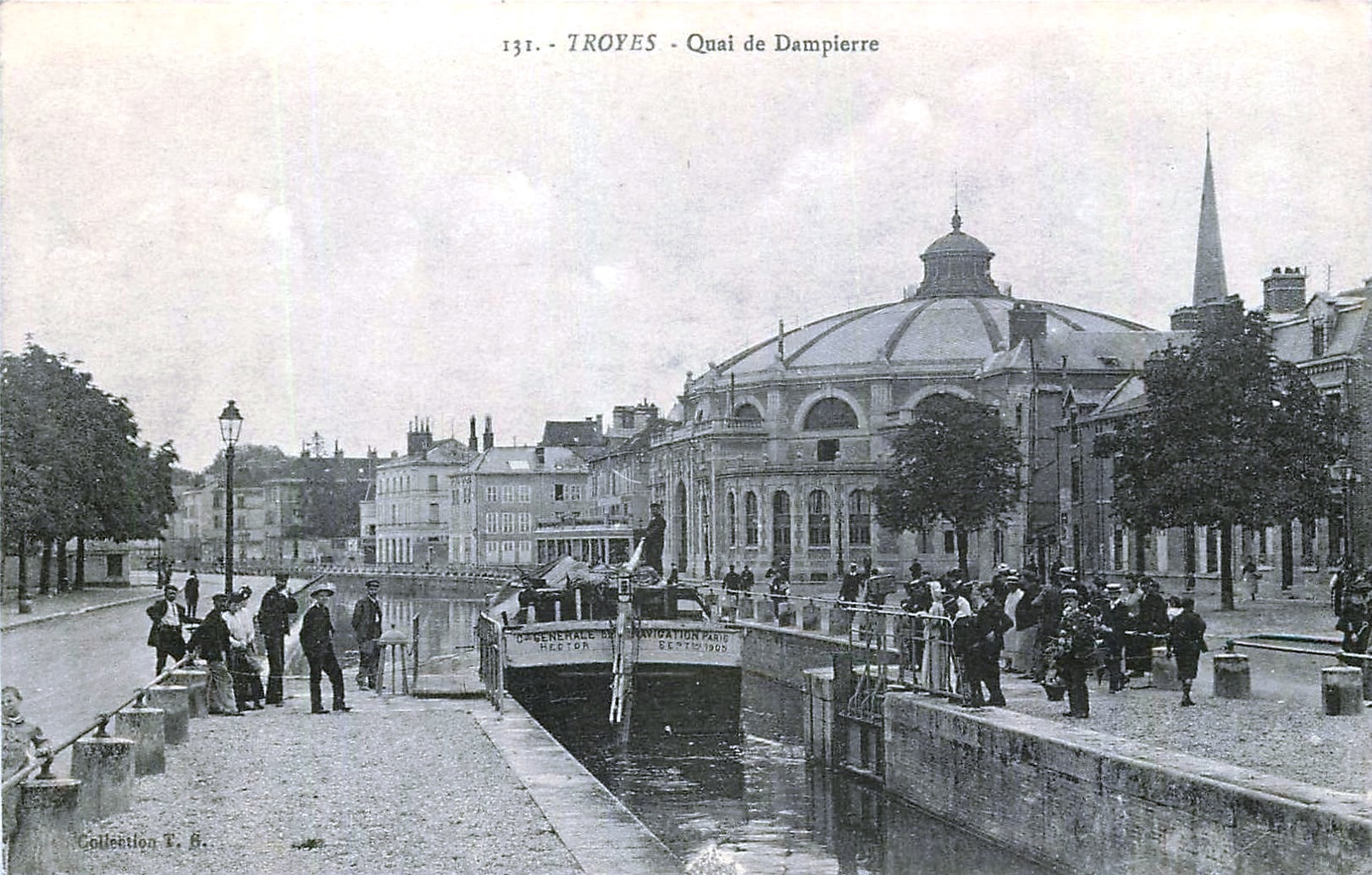
Schleuse Troyes (alte Ansicht)
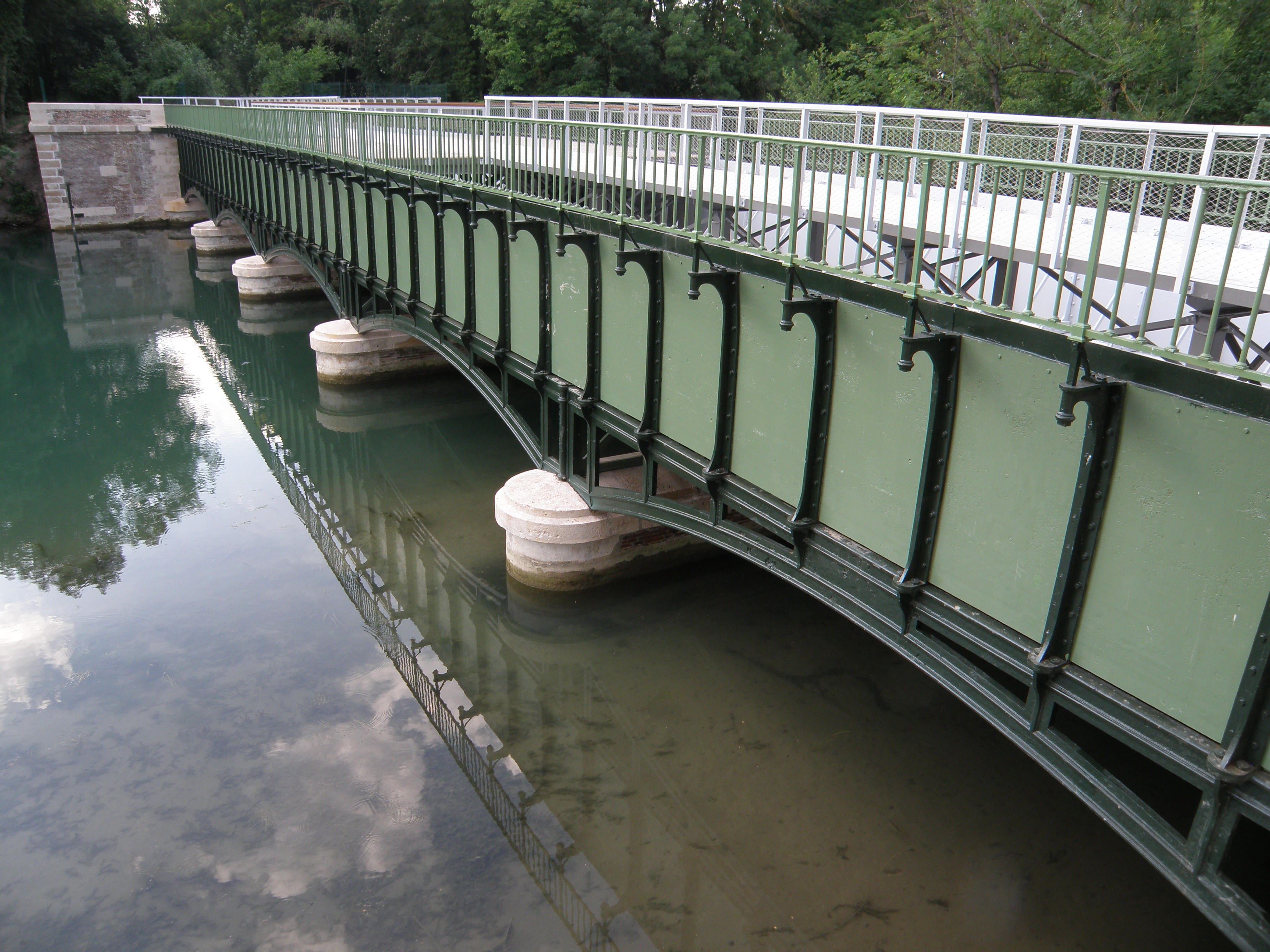
Kanalbrücke über die Seine bei Barberey-Saint-Sulpice
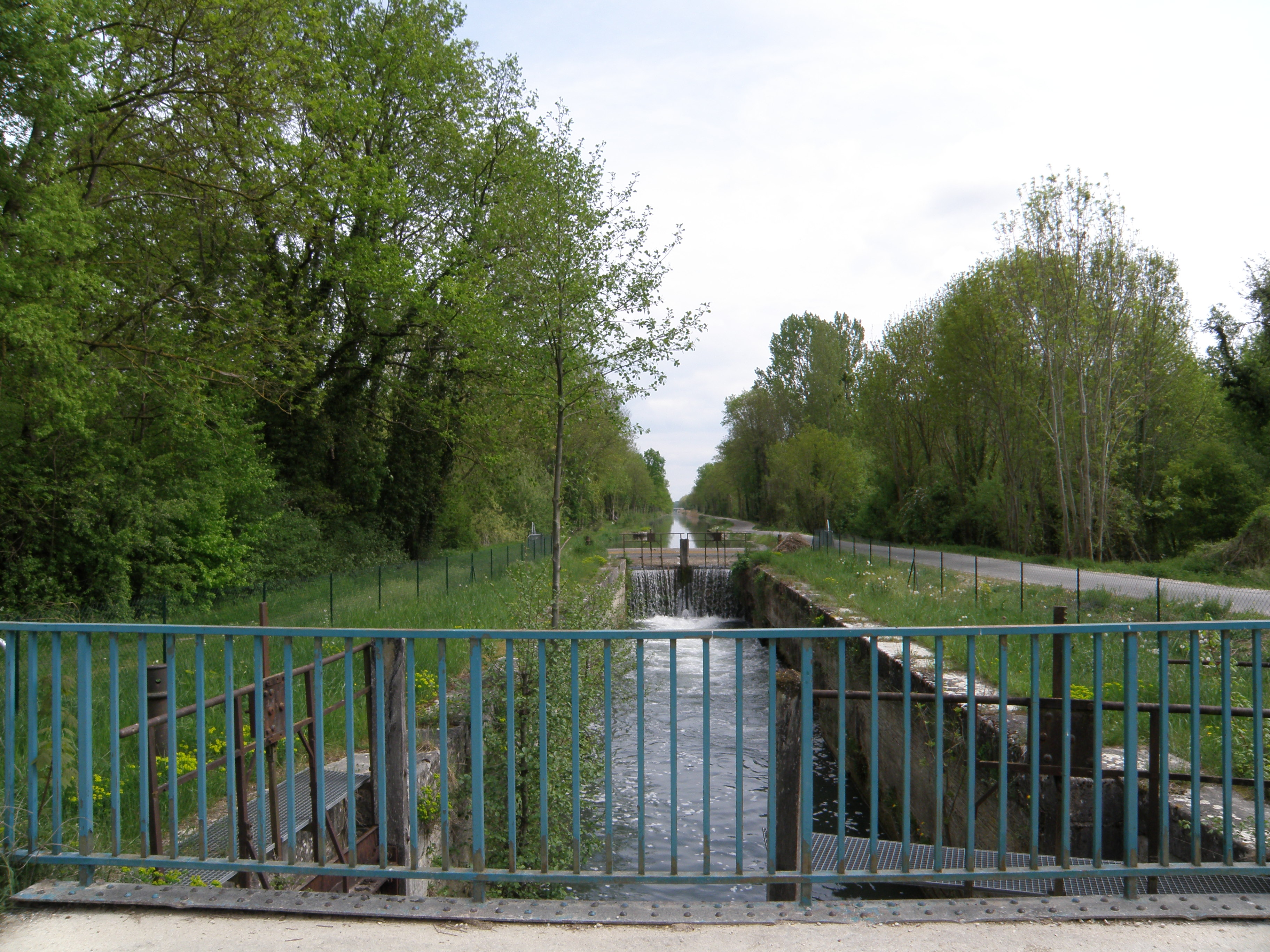
Schleuse Riancey
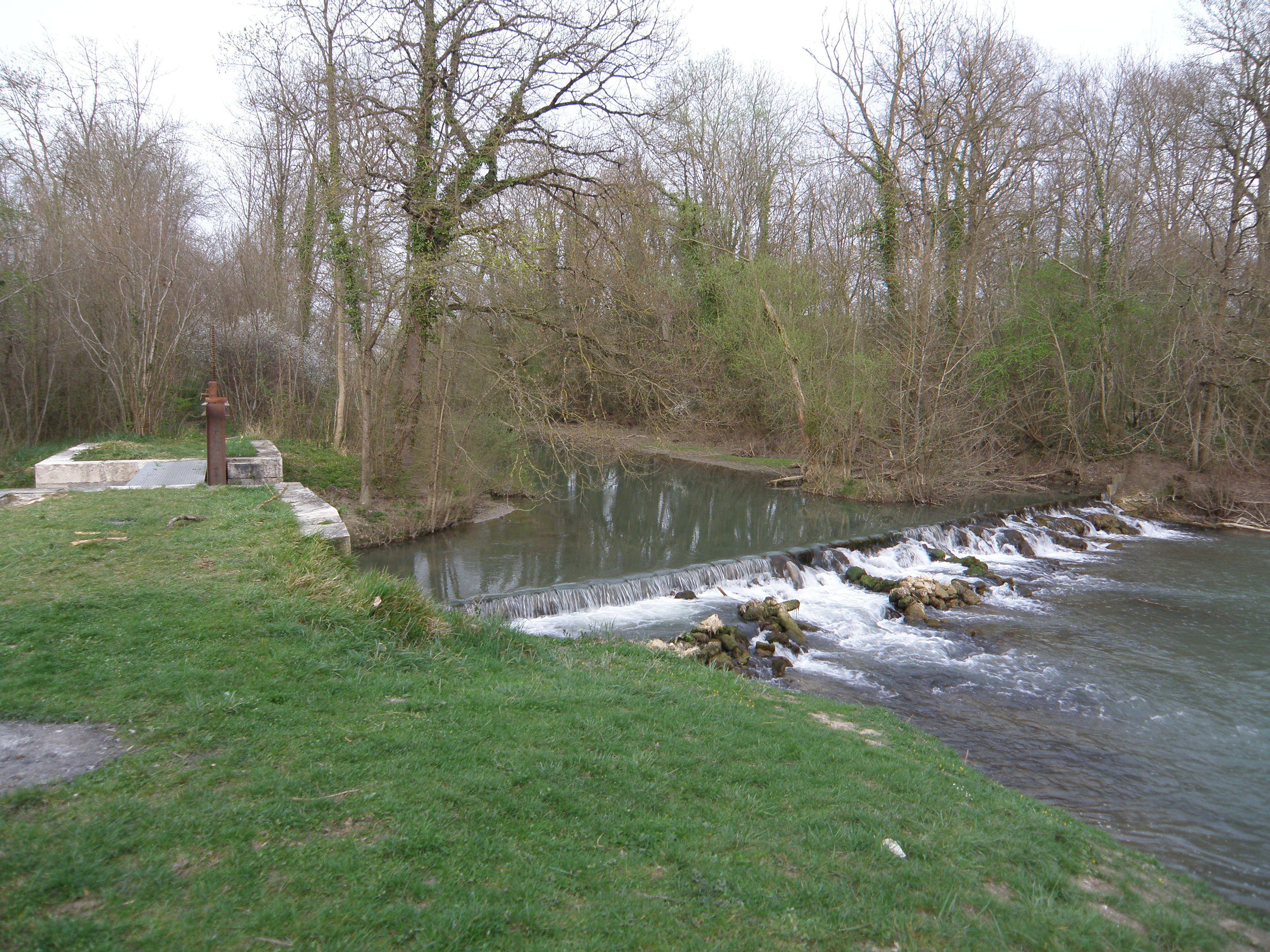
Einmündung der Melda in den Kanal
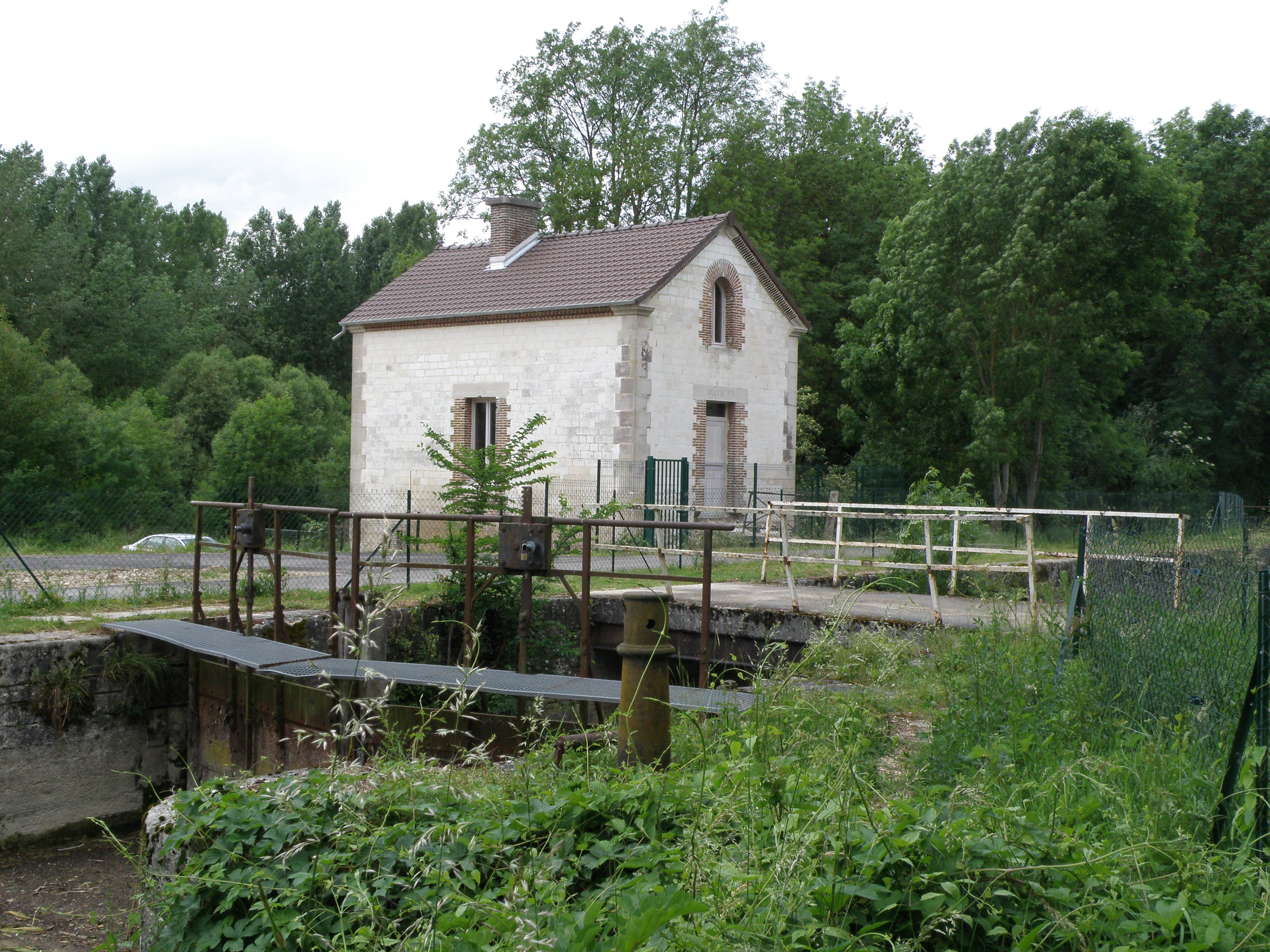
Schleuse Saint-Mesmin
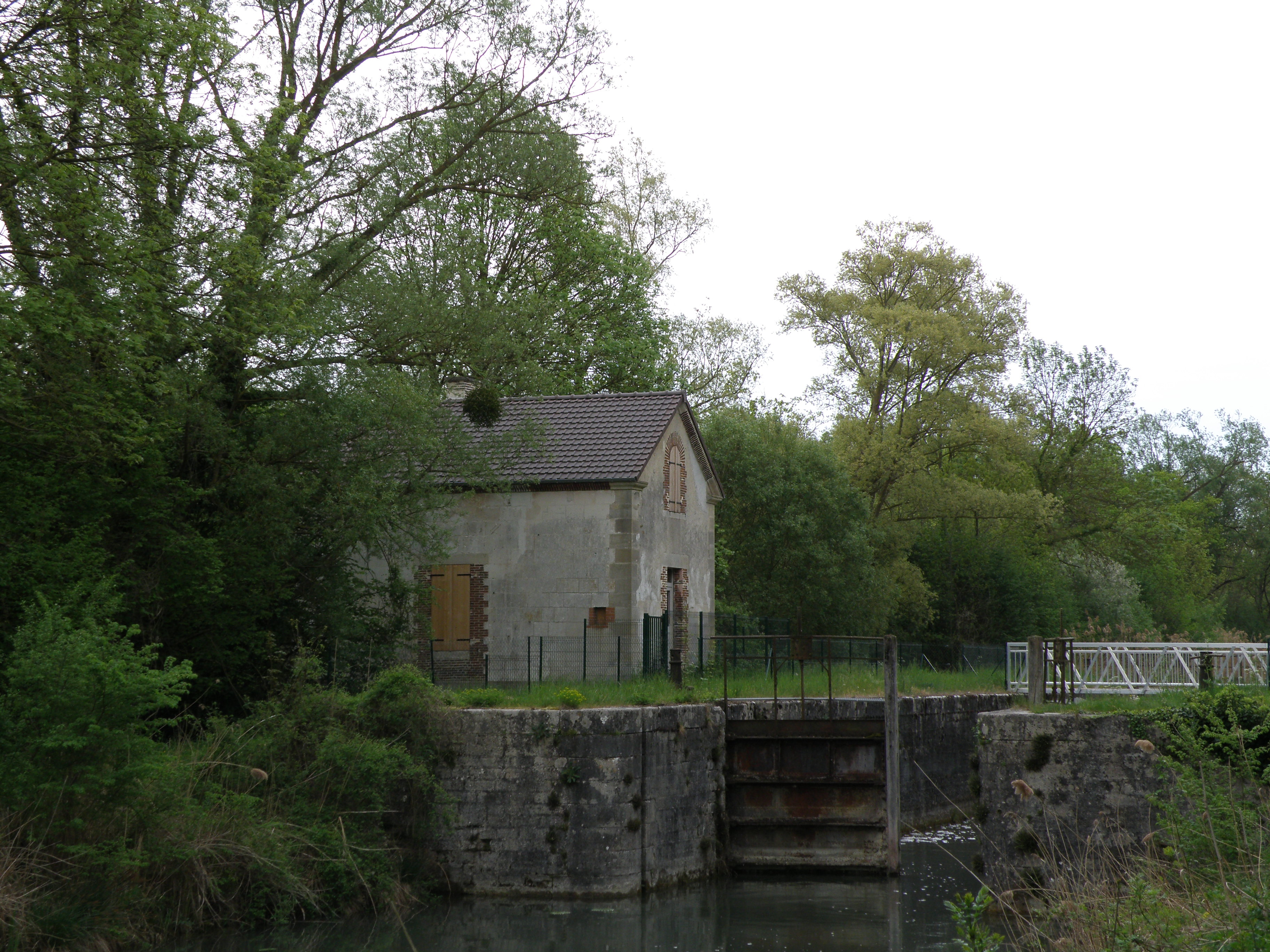
Schleuse Vallant
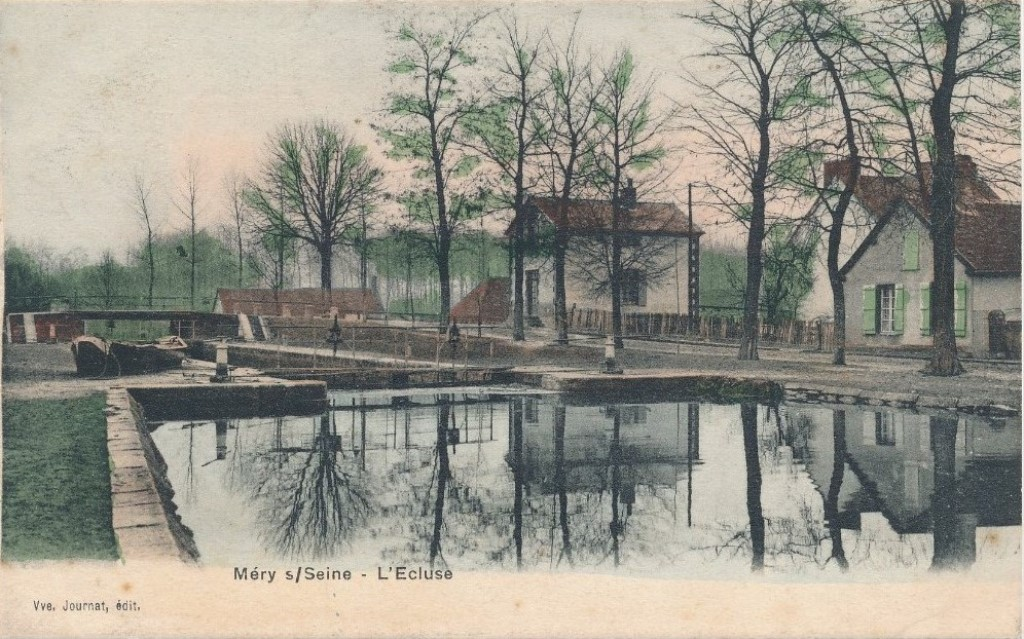
Schleuse von Méry-sur-Seine (alte Ansicht)
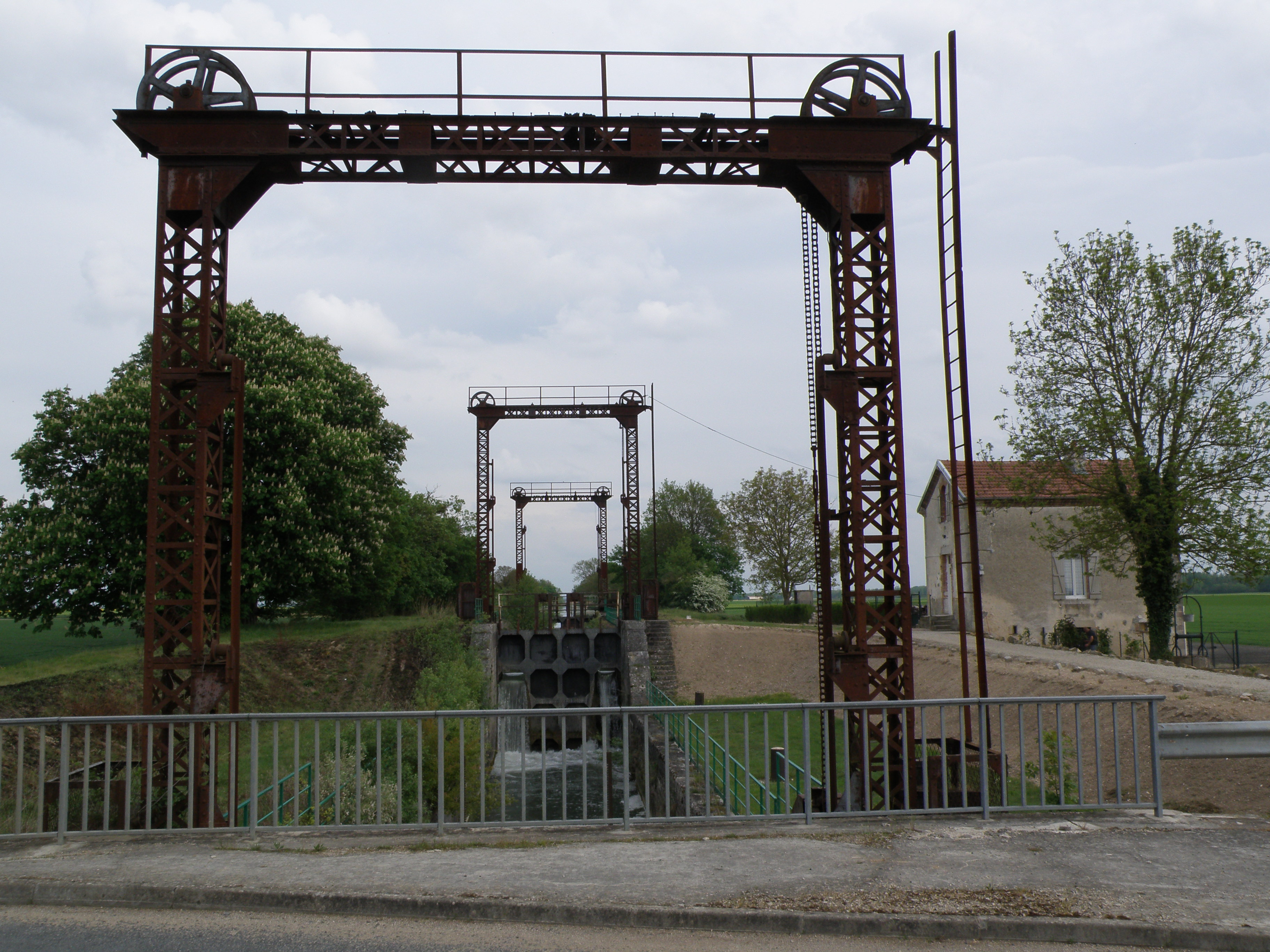
Doppelschleuse Saint-Just
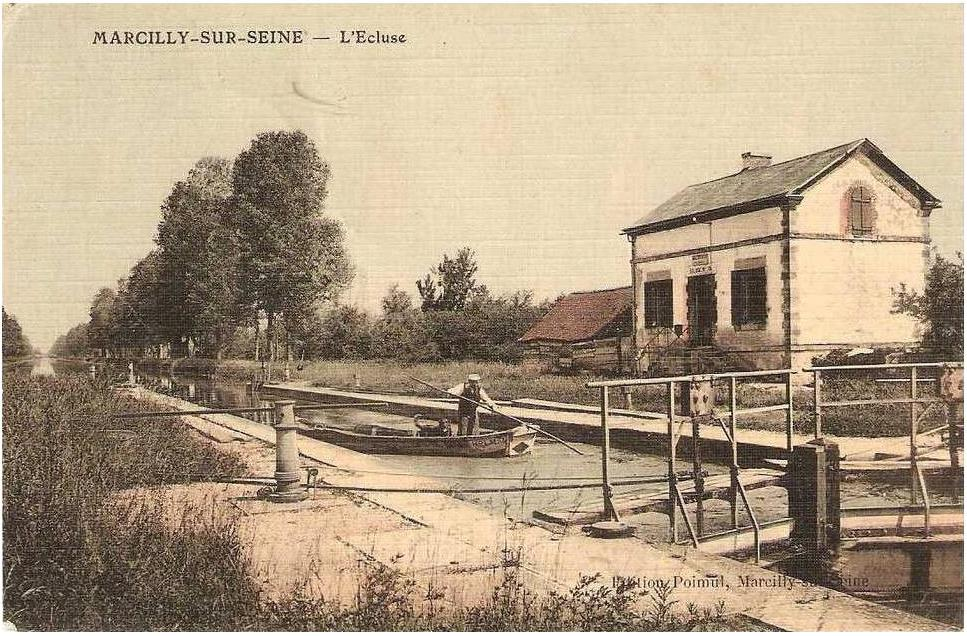
Schleuse Marcilly-sur-Seine (alte Ansicht)

## Teilweise errichteter, aber nie in Betrieb genommener Abschnitt
Der geplante obere Abschnitt des Kanals sollte eine Länge von etwa 32 Kilometern betragen und beginnend in Bar-sur-Seine den Anschluss an den unteren Kanalabschnitt in Troyes finden. Die auf dieser Strecke zu überwindende Höhendifferenz von etwa 48 Metern sollte mit Hilfe von 17 Schleusen überwunden werden. Die Schleusen wurden in Trockenbauweise weitgehend bereits errichtet, aufgrund der Einstellung der Bauarbeiten aber nie zur Gänze geflutet und in Betrieb genommen. Die Reste der Anlagen, wie zum Beispiel Schleusenwärterhäuser, Schleusenwände, Brücken oder kurze Kanalabschnitte, sind teilweise heute noch zu sehen.
| Name / Ort                                          | Abmessung   | Lagekoordinaten                 | aktueller Status                |
| --------------------------------------------------- | ----------- | ------------------------------- | ------------------------------- |
| Bourguignons                                        | 5,20 × 39 m | 48° 7′ 39,3″ N, 4° 21′ 36,2″ O  | Schleusenwärterhaus erhalten    |
| Foolz / Bourguignons                                | 5,20 × 39 m | 48° 7′ 55,1″ N, 4° 20′ 23,4″ O  | mehrere Bauwerke noch vorhanden |
| Virey-sous-Bar                                      | 5,20 × 39 m | 48° 8′ 23,3″ N, 4° 19′ 12,8″ O  | mehrere Bauwerke noch vorhanden |
| Enclos / Virey-sous-Bar                             | 5,20 × 39 m | 48° 8′ 30″ N, 4° 18′ 7,6″ O     | wurde nie errichtet             |
| Fontaine-aux-Dames / Morte Vieille (Virey-sous-Bar) | 5,20 × 39 m | 48° 8′ 35,4″ N, 4° 17′ 16,1″ O  | Schleusenwärterhaus erhalten    |
| Fouchères                                           | 5,20 × 39 m | 48° 8′ 50,1″ N, 4° 15′ 57,3″ O  | Schleusenwärterhaus erhalten    |
| Voie-Pousse / Chappes                               | 5,20 × 39 m | 48° 9′ 34,3″ N, 4° 14′ 11,2″ O  | Schleusenwärterhaus erhalten    |
| Saint-Parres-lès-Vaudes                             | 5,20 × 39 m | 48° 10′ 1,6″ N, 4° 13′ 5,3″ O   | Schleusenwärterhaus erhalten    |
| Plaine-de-Vaudes / Vaudes                           | 5,20 × 39 m | 48° 10′ 26″ N, 4° 12′ 15,4″ O   | Schleusenwärterhaus erhalten    |
| Saint-Clair / Vaudes                                | 5,20 × 39 m | 48° 11′ 2,5″ N, 4° 11′ 25,3″ O  | Schleusenwärterhaus erhalten    |
| La Vacherie / Clérey                                | 5,20 × 39 m | 48° 11′ 36,9″ N, 4° 10′ 36,2″ O | Schleusenwärterhaus erhalten    |
| Terres Rouges / Saint-Thibault                      | 5,20 × 39 m | 48° 12′ 13,3″ N, 4° 9′ 45,9″ O  | Schleusenwärterhaus erhalten    |
| Saint-Thibault                                      | 5,20 × 39 m | 48° 12′ 54,7″ N, 4° 8′ 47,6″ O  | mehrere Bauwerke noch vorhanden |
| Marots / Isle-Aumont                                | 5,20 × 39 m | 48° 13′ 22,1″ N, 4° 8′ 9,1″ O   | mehrere Bauwerke noch vorhanden |
| Saulte / Saint-Julien-les-Villas                    | 5,20 × 34 m | 48° 16′ 3,5″ N, 4° 5′ 30″ O     | nicht mehr erhalten             |
| Grande-Ruelle / Troyes                              | 5,20 × 34 m | 48° 17′ 3,3″ N, 4° 5′ 1,4″ O    | nicht mehr erhalten             |
| Bas-Trévois / Troyes                                | 5,20 × 34 m | 48° 17′ 31,2″ N, 4° 4′ 55,7″ O  | nicht mehr erhalten             |

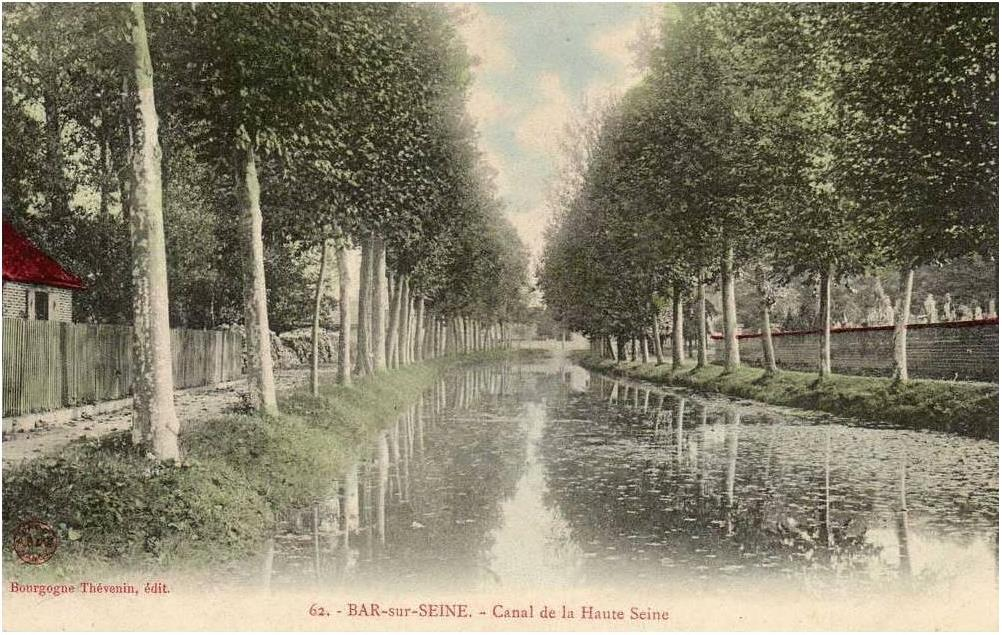
Ehemaliger Kanal in Bar-sur-Seine – heute Départementsstraße 671
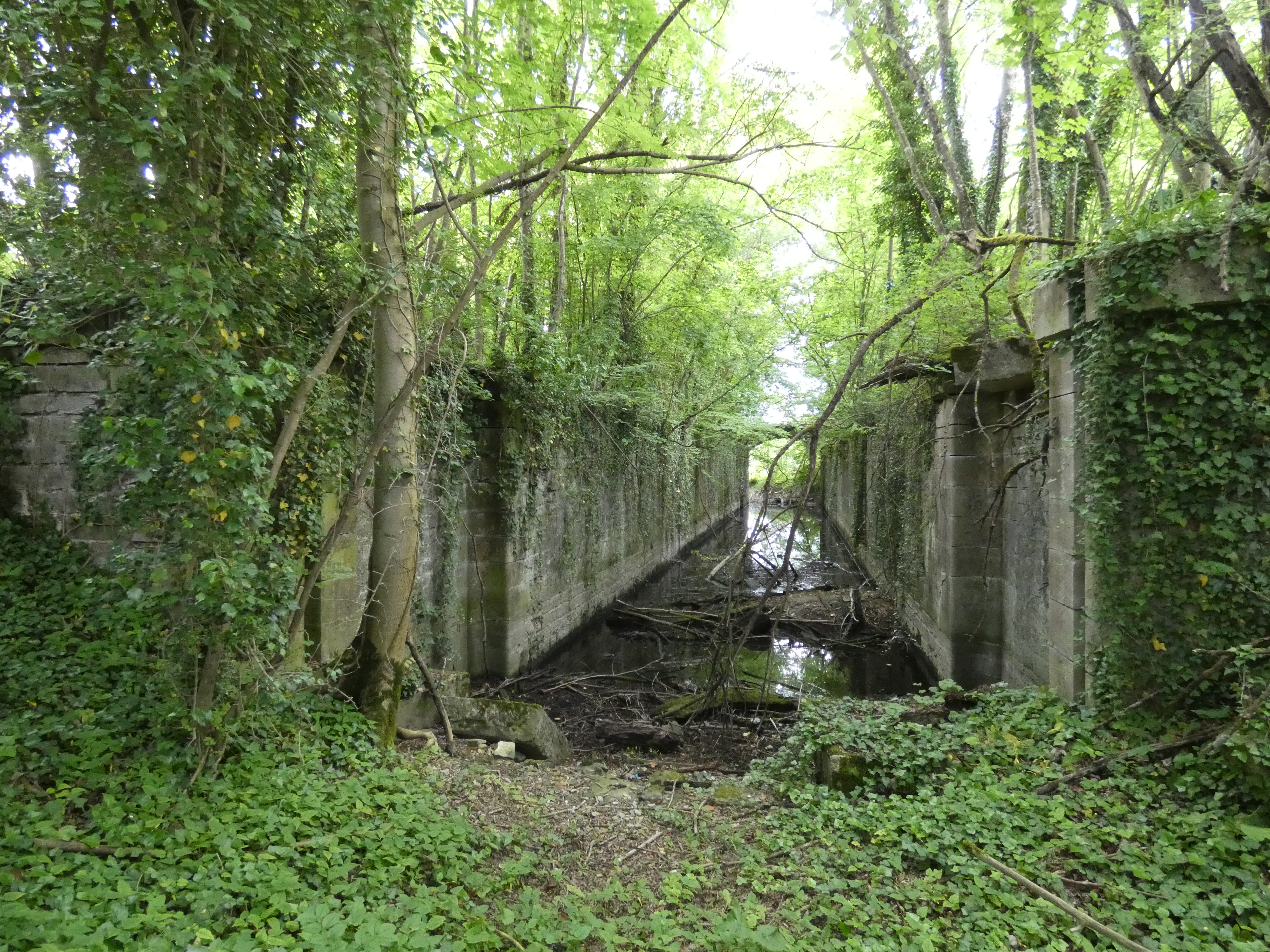
Schleuse Foolz
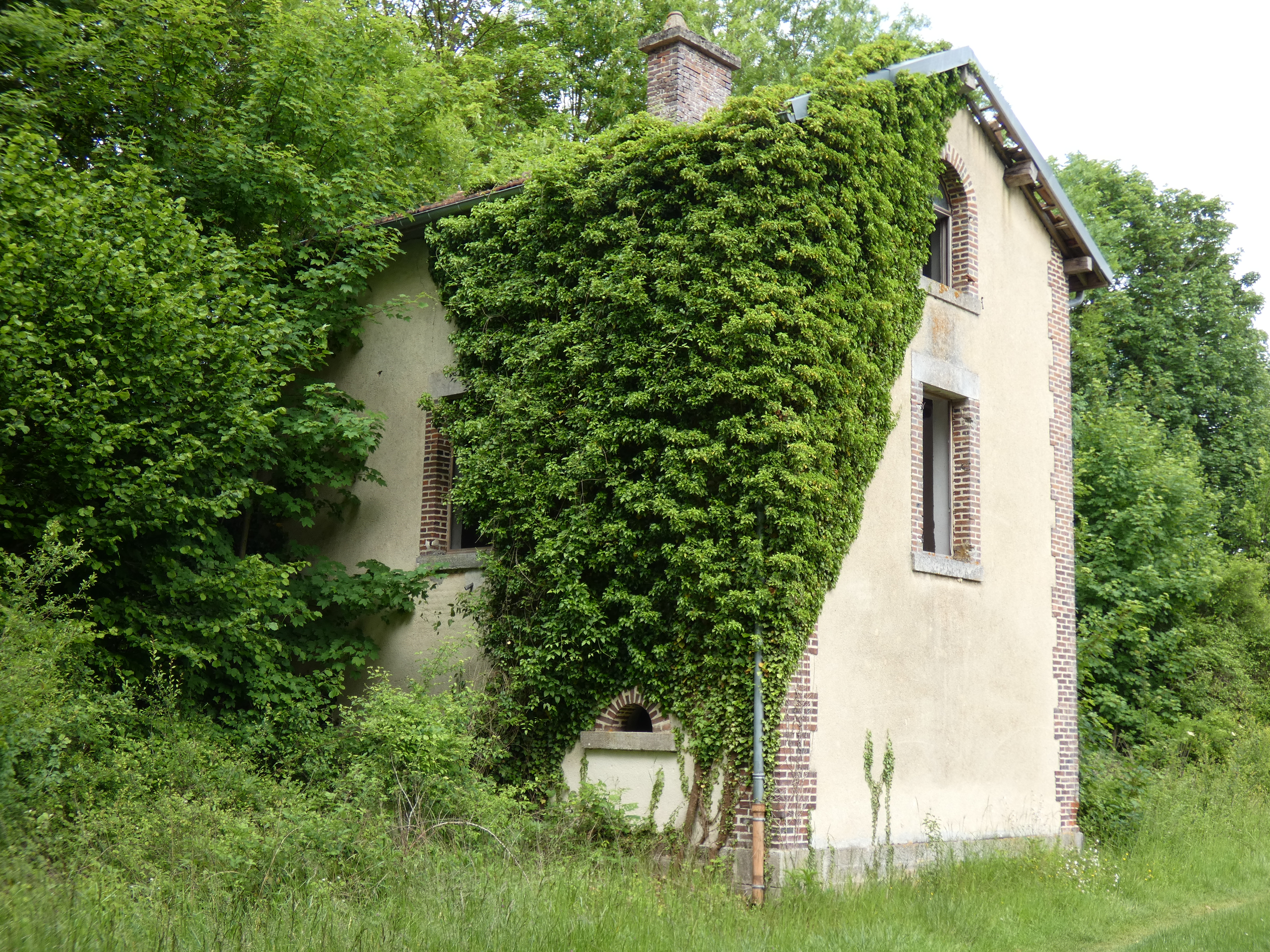
Schleusenwärterhaus Foolz
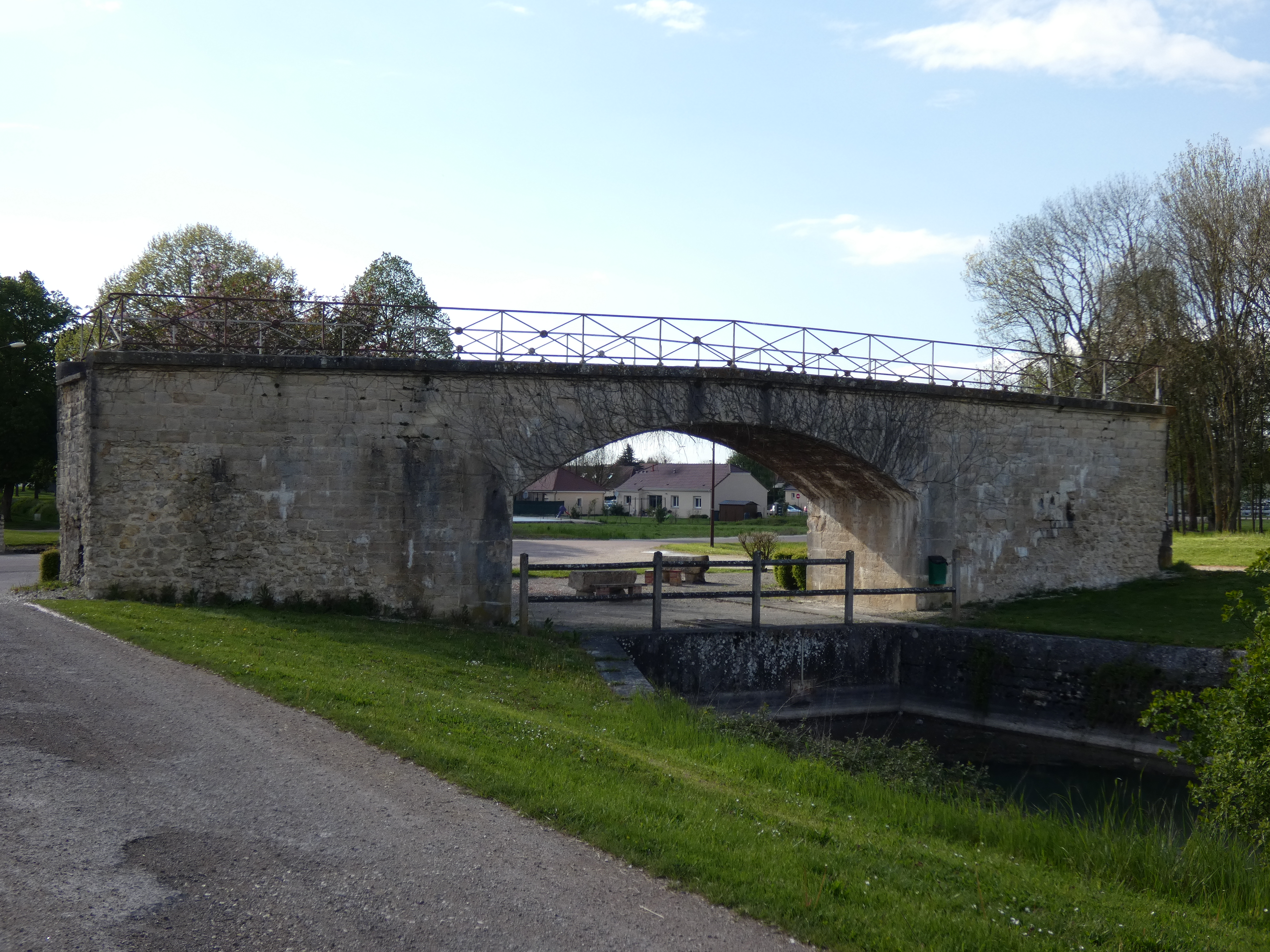
Schleuse Virey-sous-Bar
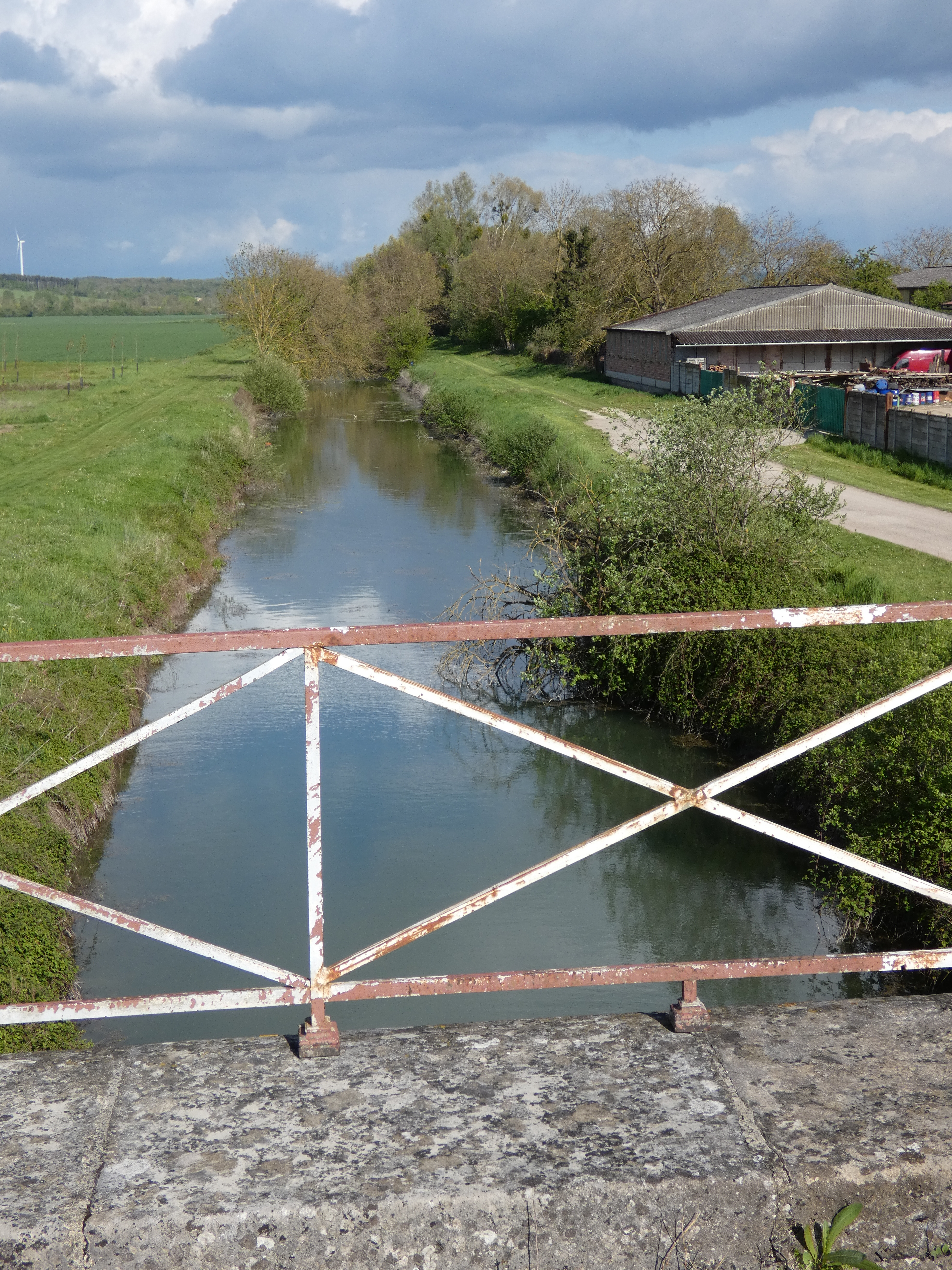
Brücke über den Kanal bei Virey-sous-Bar
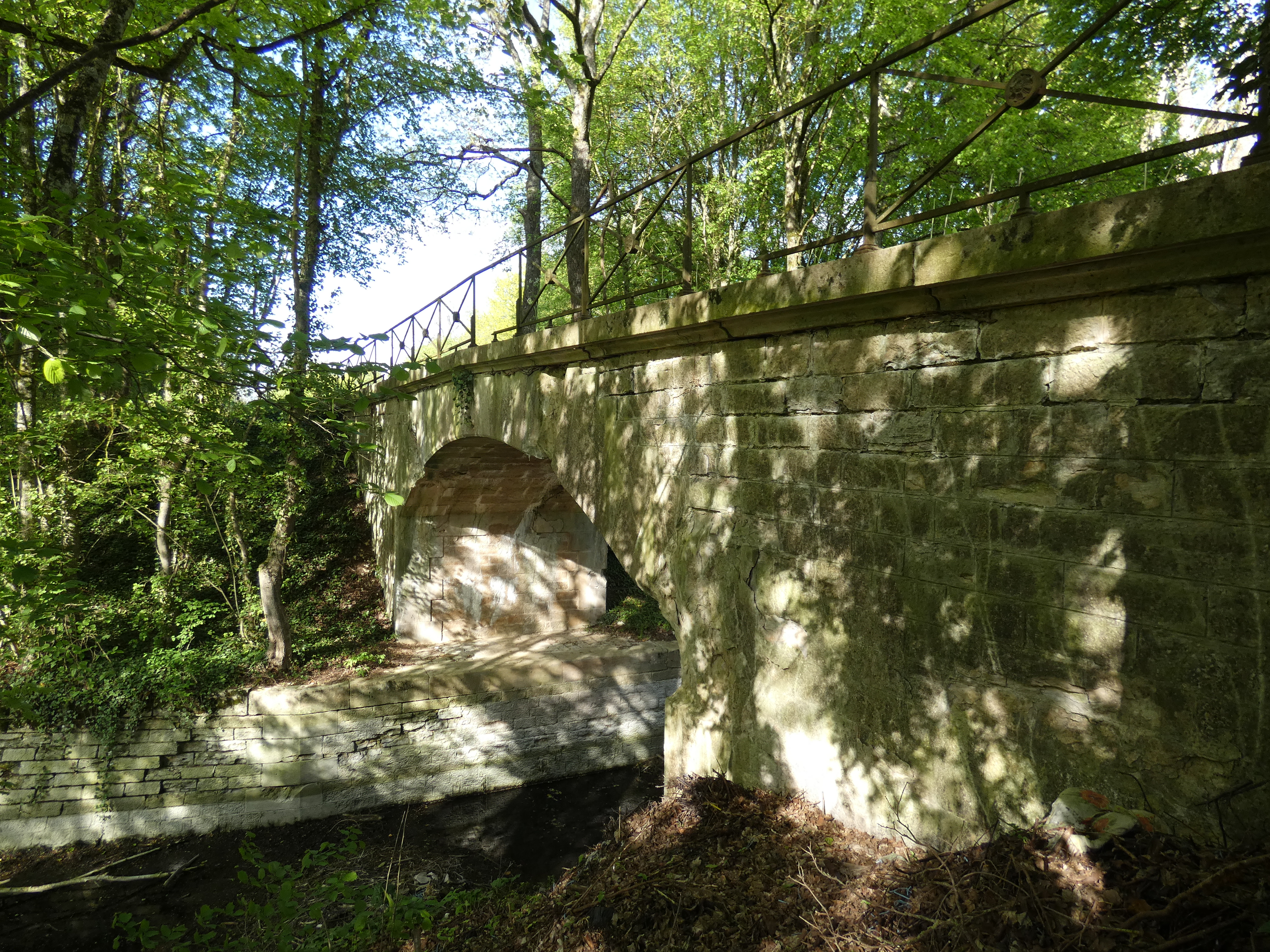
Der Kanal bei Fouchères
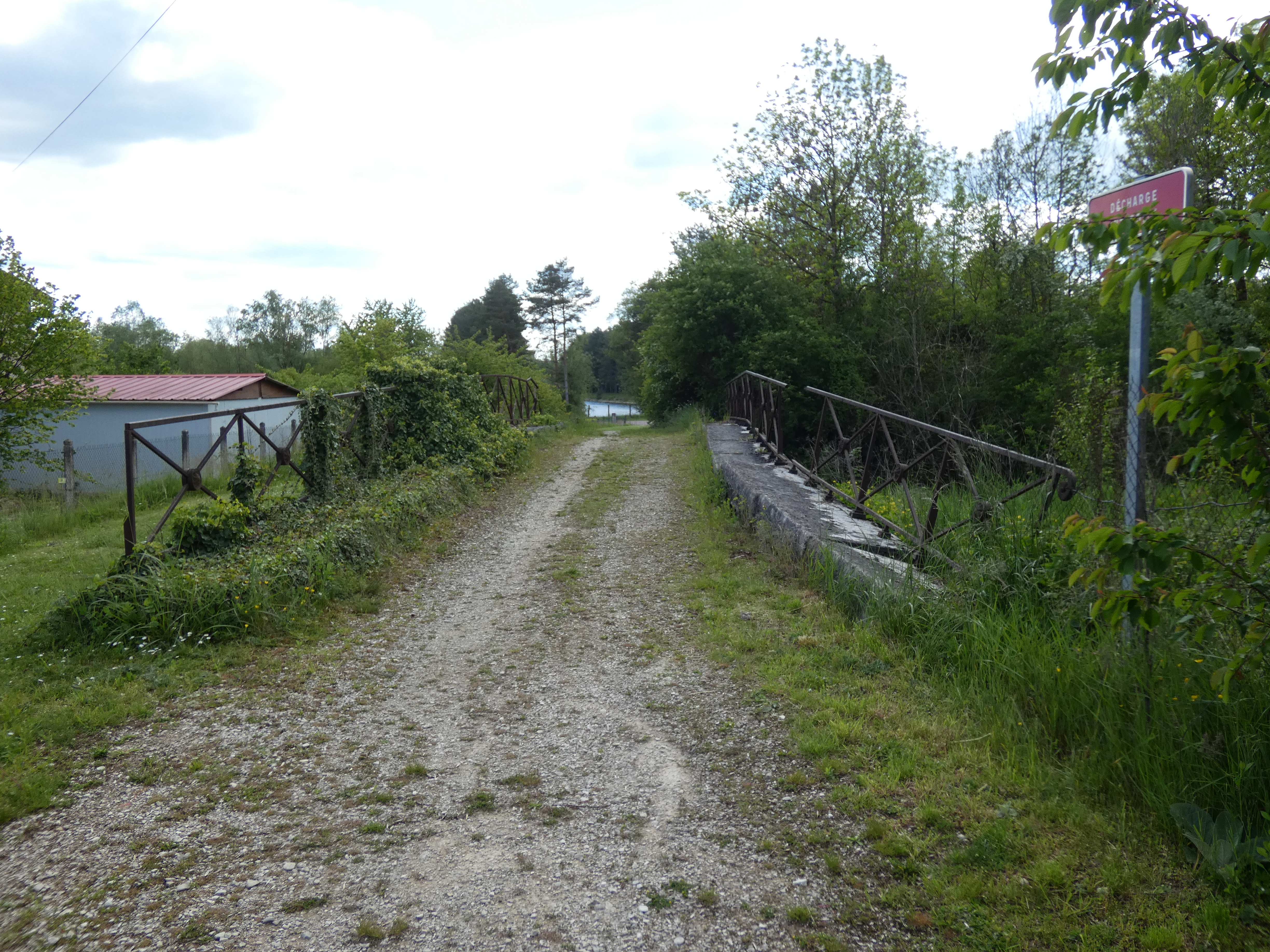
Kanalbrücke bei Saint-Parres-lès-Vaudes
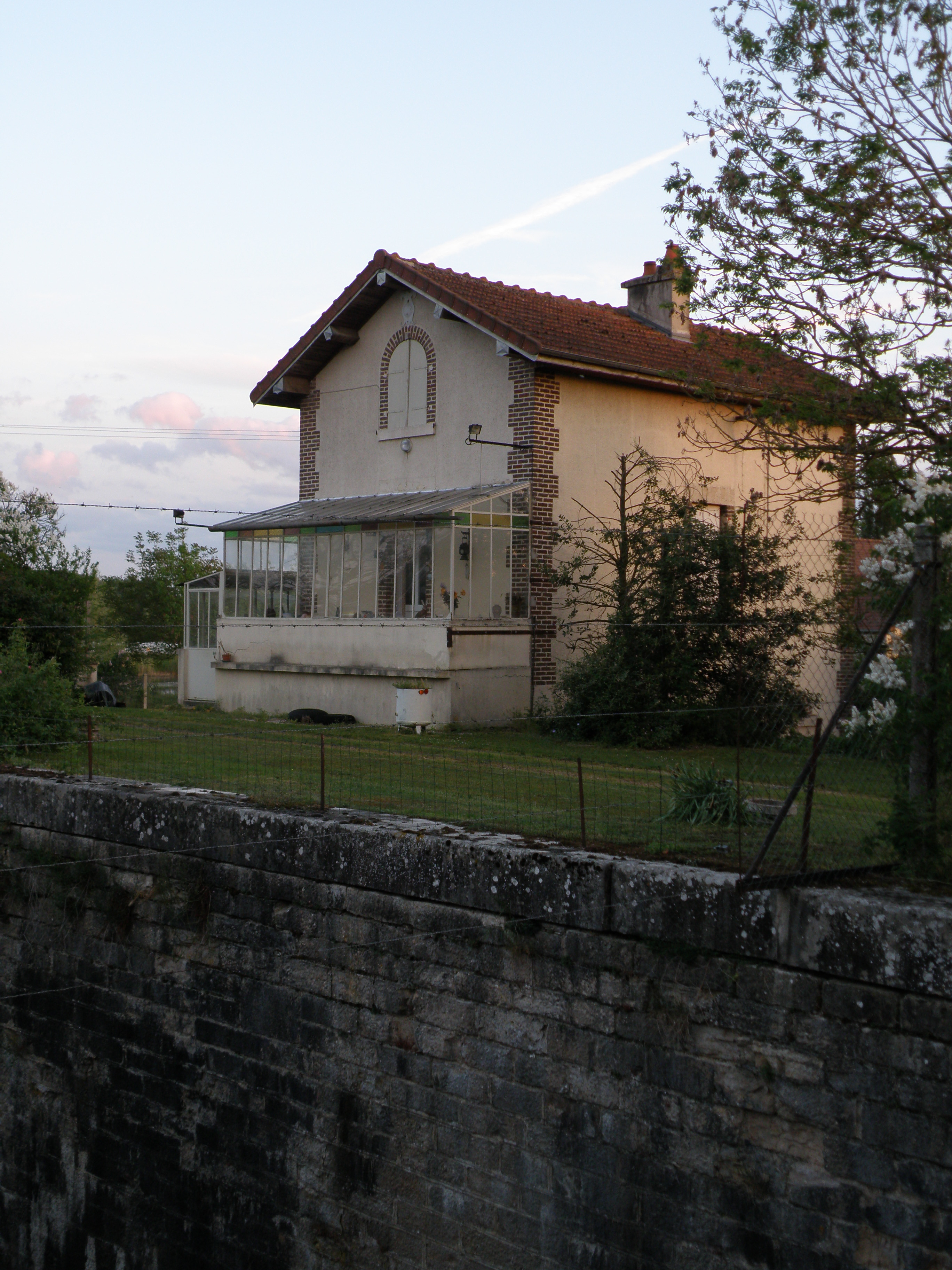
Schleuse Saint-Thibault
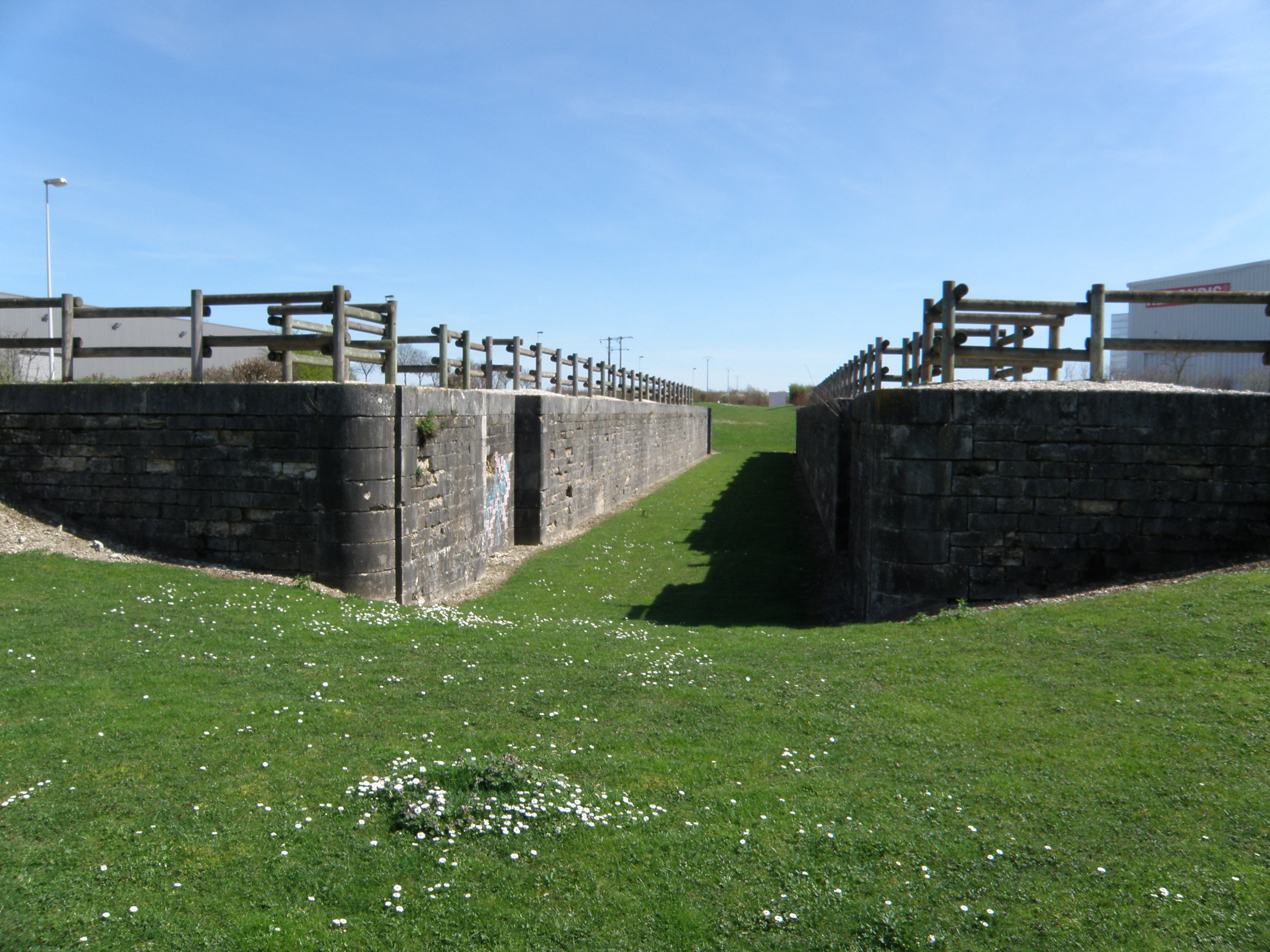
Schleuse Marots (oder auch Villebertin genannt)
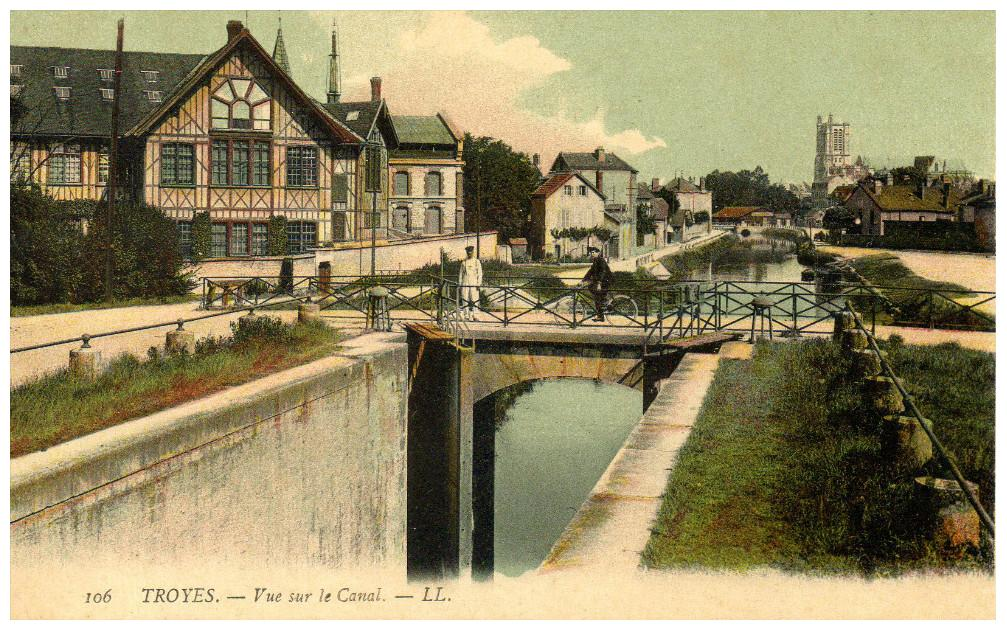
Schleuse Bas-Trévois (alte Ansicht)

## Wirtschaftliche Bedeutung
Nach Einstellung der weiteren Bauarbeiten wurden die für den Kanal nicht genutzten Flächen sukzessive für andere Zwecke umgewidmet und zur Errichtung von Straßen verwendet oder wieder landwirtschaftlich genutzt. Besonders im Stadtgebiet von Troyes wurden die Kanäle verbaut und einige Abschnitte davon in Erholungs- und Freizeitbereiche unter Erhaltung der vorhandenen Wasserflächen umgestaltet. Da die wirtschaftliche Nutzung des Kanals für den Gütertransport nicht mehr gegeben war, wurde schließlich der Kanal für die Schifffahrt gänzlich gesperrt.
Aktuell sucht man wieder eine touristische Nutzung für den Kanal und ist am Ausbau eines Radwanderweges am Treppelweg entlang des Kanals interessiert. Aber auch für Wanderer, Freizeitfischer und andere Naturliebhaber werden Angebote erarbeitet. Ein weiterer Vorschlag besteht darin, den untersten Teil des Kanals von Marcilly-sur-Seine bis Méry-sur-Seine wieder zu aktivieren und für Sport- und Hausboote (z. B. Pénichettes und andere) freizugeben.

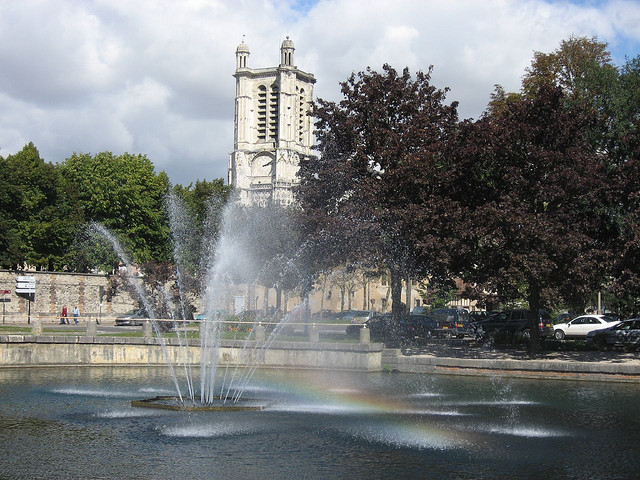
Springbrunnen im Zentrum von Troyes
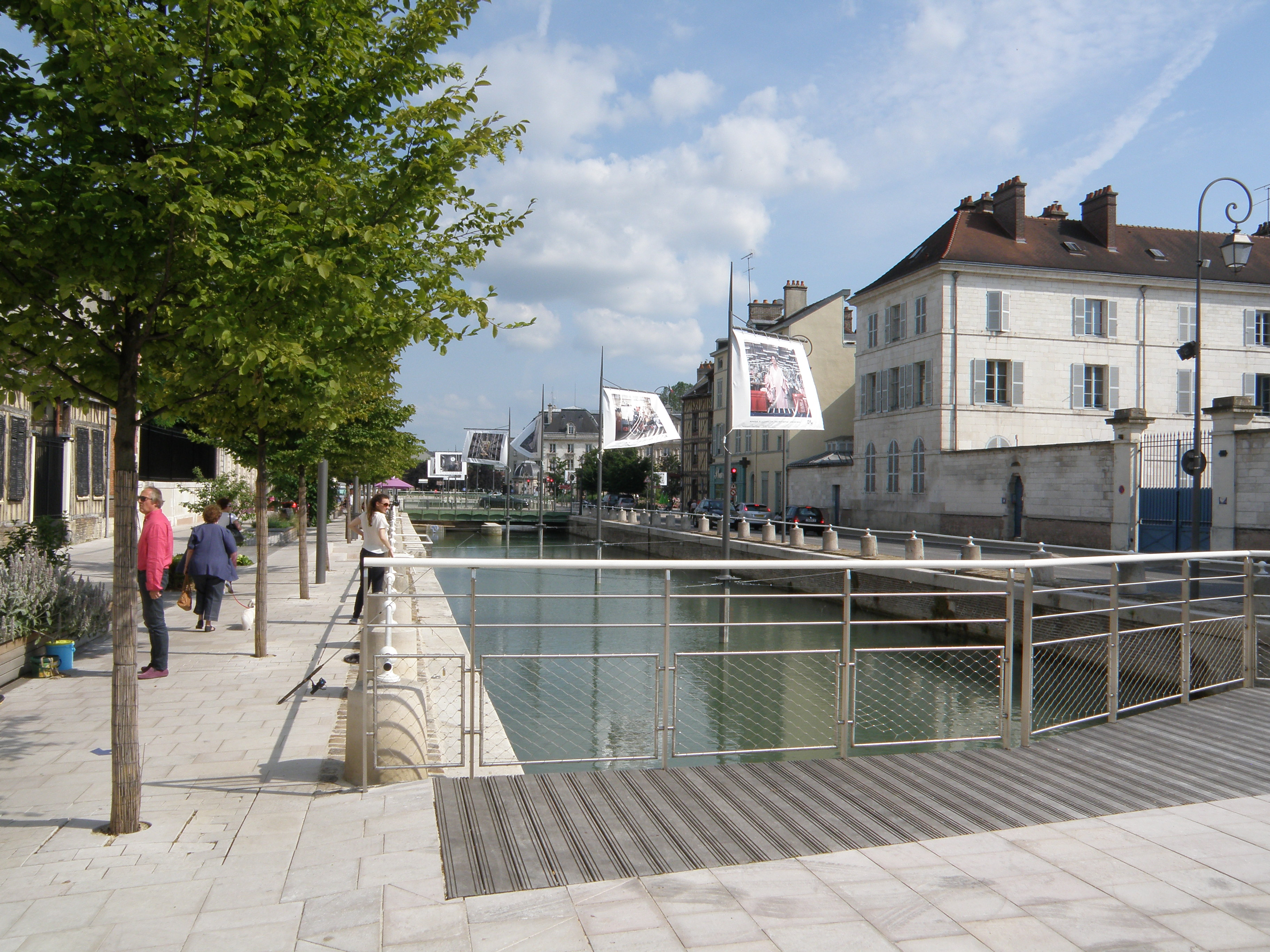
Freizeitbereich in Troyes am ehemaligen Kanal
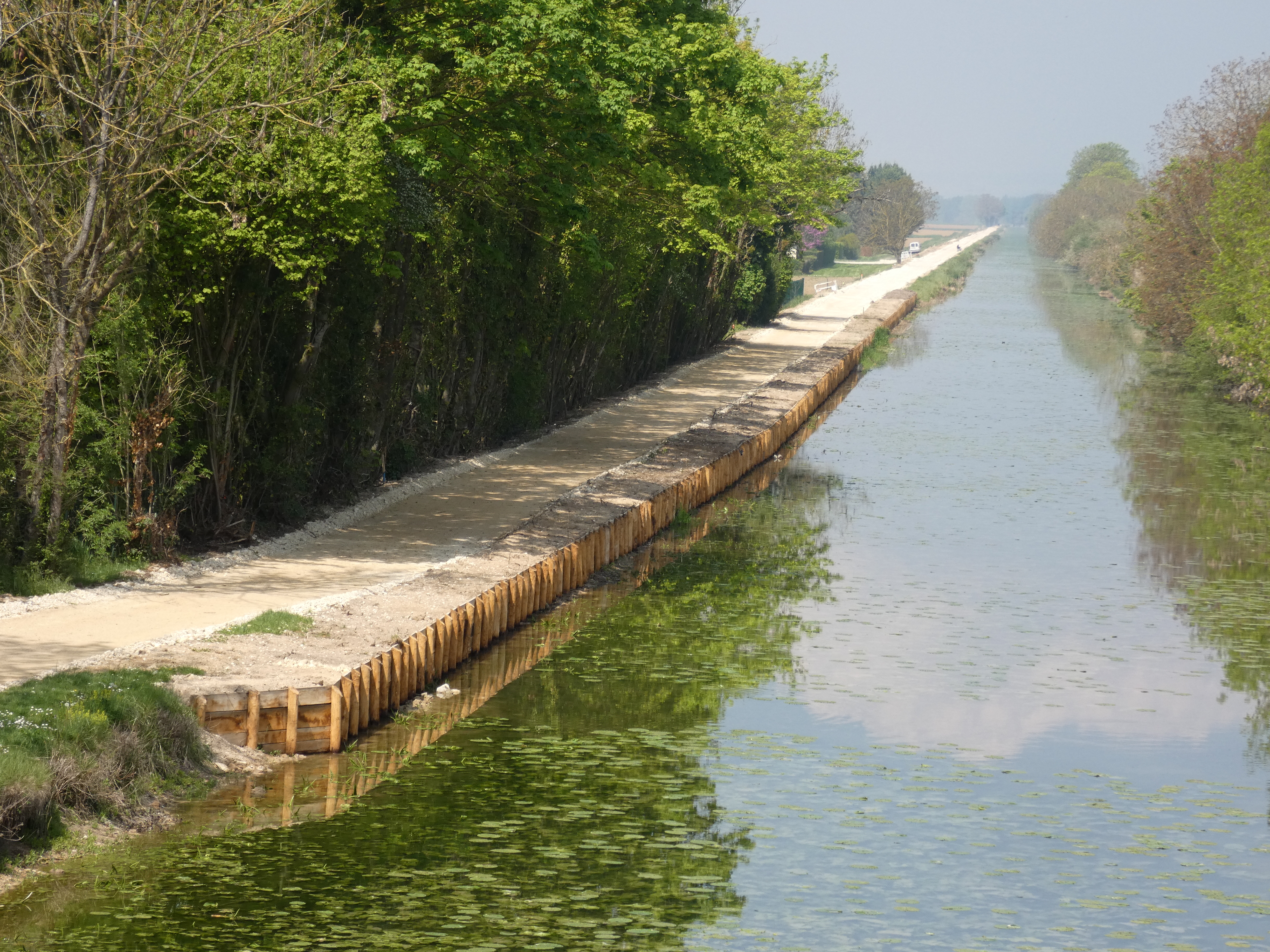
Radweg in Bau bei Clesles
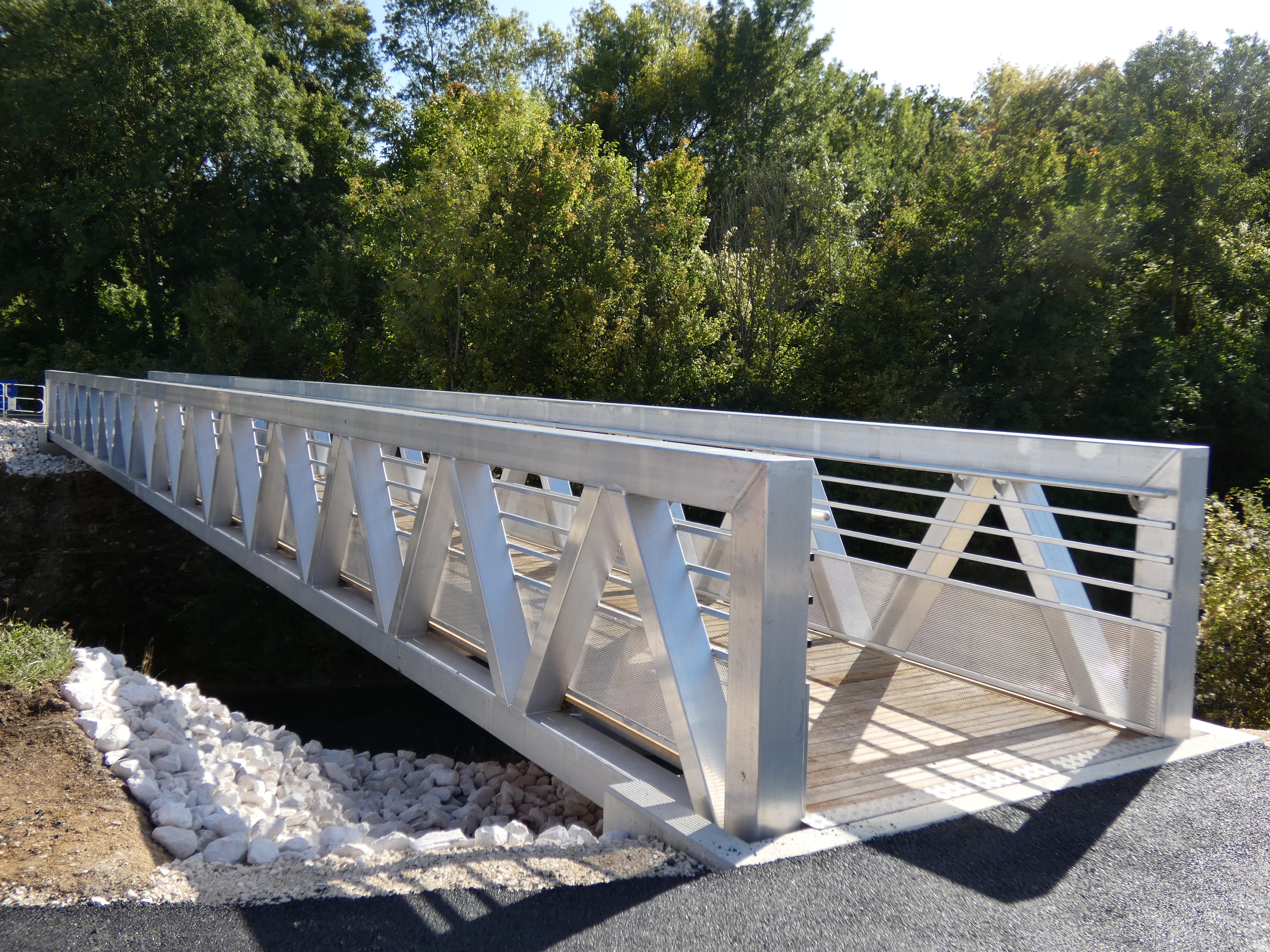
Neue Stege am Radweg bei Conflans-sur-Seine
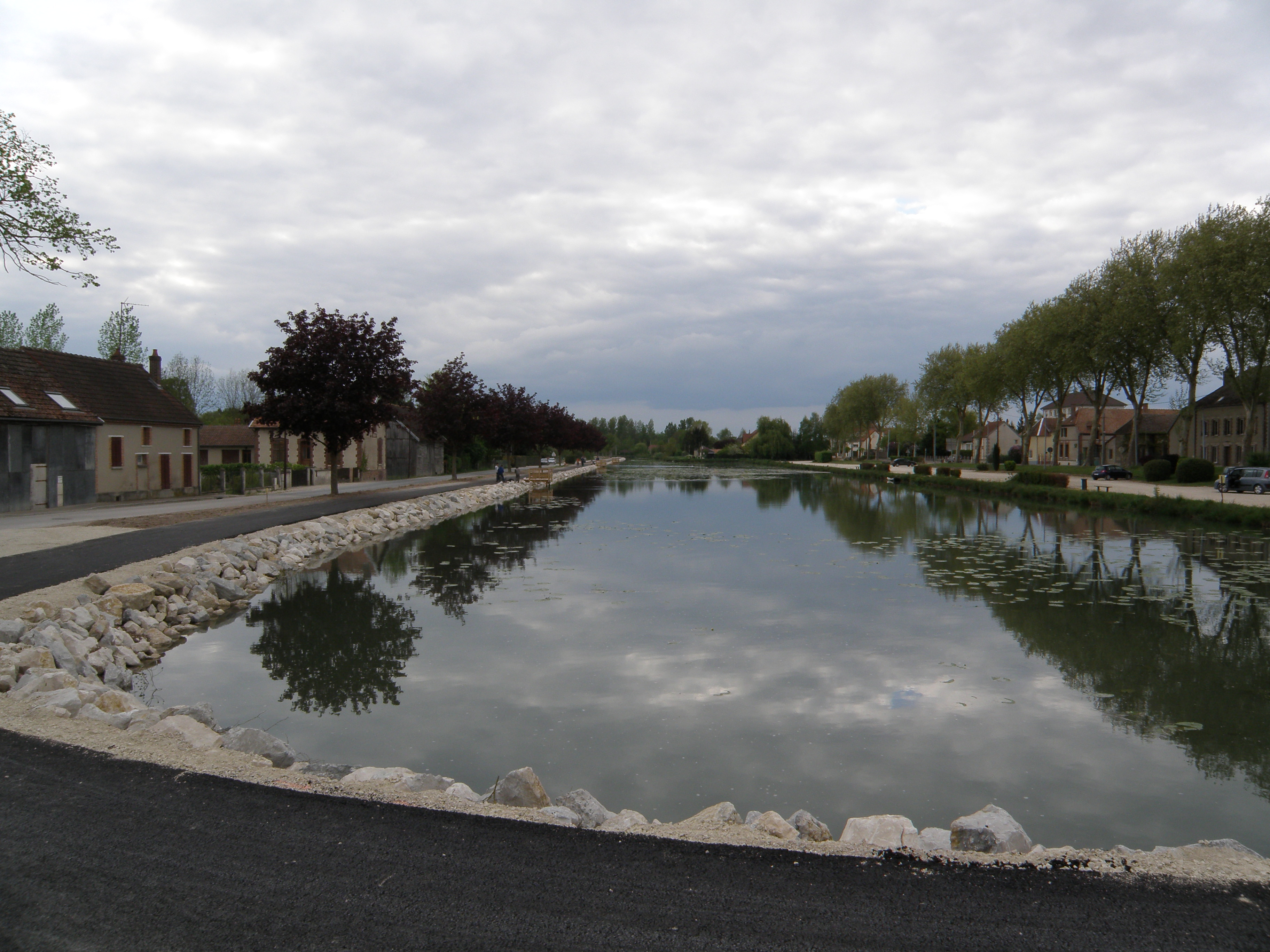
Hafen von Méry-sur-Seine – Endstation für Sportboote ??

## Sehenswürdigkeiten

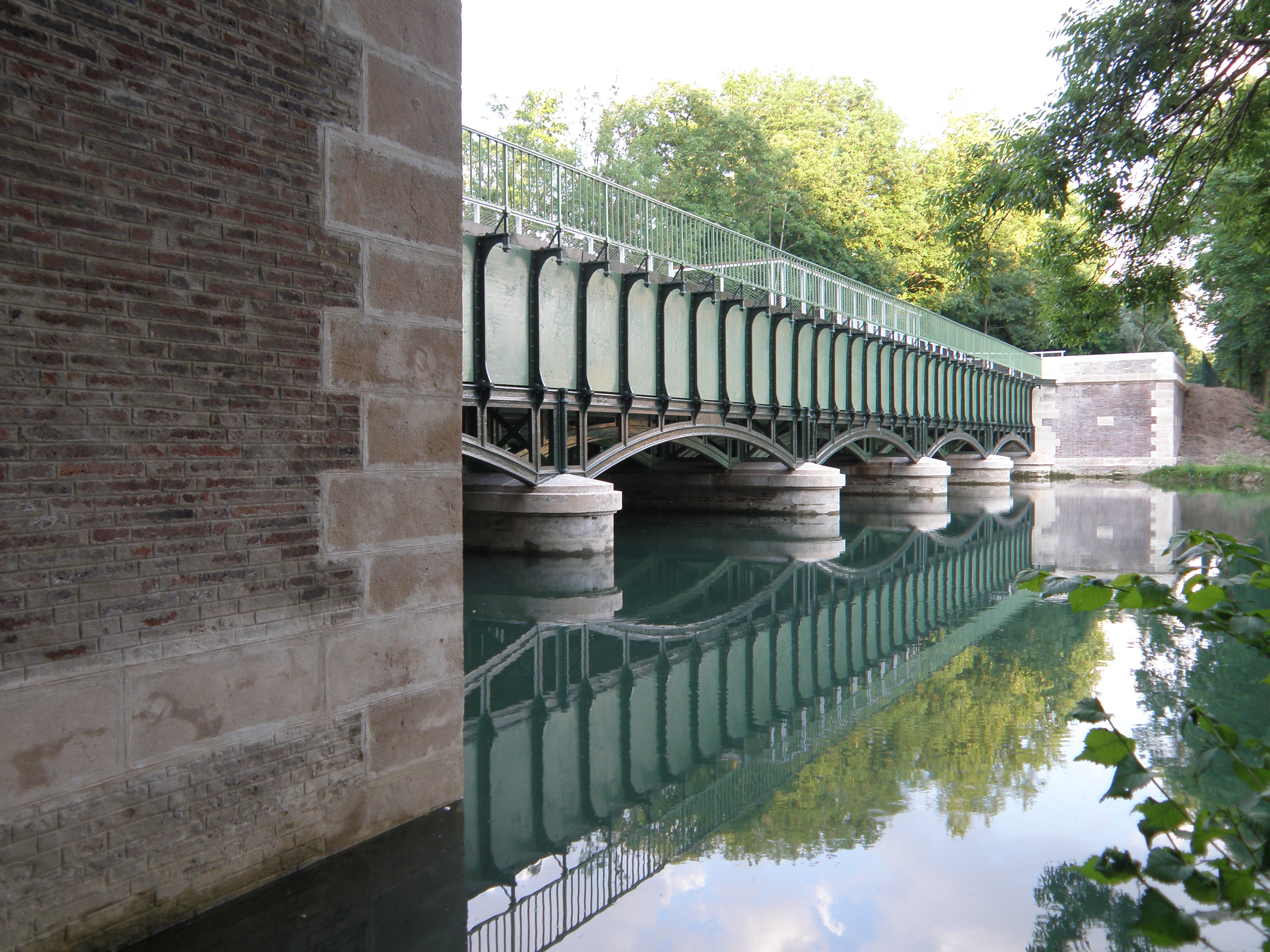
Kanalbrücke

- Kanalbrücke über die Seine bei Barberey-Saint-Sulpice – Monument historique[4]